# Callonychium atacamense
Callonychium atacamense là một loài Hymenoptera trong họ Andrenidae. Loài này được Toro & Herrera mô tả khoa học năm 1980.